# Евтушенково
Евтушенково (укр.  Євтушенково) — село,
Резуненковский сельский совет,
Коломакский район,
Харьковская область, Украина.
Село Евтушенково присоединено к пгт Коломак в ? году.

## Географическое положение
Село Евтушенково находится на левом берегу реки Коломак, выше по течению примыкает к пгт Коломак, ниже по течению примыкает к селу Резуненково.

## Объекты социальной сферы
- Школа.